# Катенев, Владимир Иванович
Владимир Иванович Катенев (р. 1955) — российский политик, депутат Государственной Думы ФС РФ VII созыва, член комитета Госдумы по делам СНГ, евразийской интеграции и связям с соотечественниками, член фракции «Единая Россия».

## Биография
Родился 26 июля 1955 года в Ленинграде (ныне Санкт-Петербург). В 1979 году получил специальность «Инженер-конструктор, механик» окончил с отличием высшее техническое учебное заведение при производственном объединении «Ленинградский металлический завод». В 1992 году защитил диссертацию на соискание учёной степени кандидата экономических наук в СПбГУ. В 2002 — 2003 годах проходил переподготовку по специальности «Государственное и муниципальное управление» в Северо-Западном институте управления. С 2007 года — доктор экономических наук.
С 1972 года работал на Киришской ГРЭС-19 электромонтажником, с 1973 по 1981 год работал на Ленинградском металлическом заводе.
С 1979 по 1989 год работал первым секретарём Ленинградского городского комитета ВЛКСМ, избирался депутатом Ленсовета XX созыва.
С 1989 года работал в объединении «Энергомаш» в должности начальника отдела внешнеэкономических связей.
С 1990 по 1994 год работал в ЗАО «Энергия-Сервис» в должности генерального директора.
С 1994 по 1998 работал в ОАО "Межотраслевое объединение «Энергомаш» в должности генерального директора.
С 1998 по 2003 год работал в Научно-исследовательском технологическом институте энергетического машиностроения генеральным директором.
С 2003 по 2016 год являлся Президентом Санкт-Петербургской ТПП.
С 2010 по 2012 год являлся членом Общественной палаты РФ.
18 сентября 2016 года был избран депутатом Государственной Думы РФ VII созыва от партии «Единая Россия» по избирательному округу № 0215.
В ноябре 2016 года избран Председателем Совета Санкт-Петербургской торгово-промышленной палаты. Член регионального политсовета партии «Единая Россия».

## Законотворческая деятельность
С 2016 по 2019 год, в течение исполнения полномочий депутата Государственной Думы VII созыва, выступил соавтором 65 законодательных инициатив и поправок к проектам федеральных законов.

## Семья
Женат. Пятеро детей.

## Награды
- Орден Дружбы (2025 г.)[7]
- Медаль «За заслуги перед Отечеством» II степени (2009 г.)
- Заслуженный машиностроитель Российской Федерации (2000 г.)
- Медаль «За трудовое отличие» (1988 г.)
- Медаль «В память 300-летия Санкт-Петербурга» (2003 г.)
- Юбилейная медаль ФНПР «100 лет Профсоюзам России» (2004 г.)
- Медаль «В память 1000-летия Казани» (2005 г.)
- Диплом и знак отличия ТПП РФ (2005—2006 гг.)
- Почётная грамота Губернатора Санкт-Петербурга (2005 г.)
- Знак отличия «За заслуги перед Санкт-Петербургом» (2010 г.)
- Благодарность Министра экономического развития Российской Федерации (2011 г.)
- Знак отличия ТПП РФ I степени (2011 г.)
- Почётная грамота Совета МПА СНГ (26 ноября 2015 года, Межпарламентская ассамблея СНГ) — за активное участие в деятельности Межпарламентской Ассамблеи и её органов, вклад в укрепление дружбы между народами государств — участников Содружества Независимых Государств[8]
- Юбилейная медаль «МПА СНГ. 25 лет» (29 ноября 2018 года, Межпарламентская ассамблея СНГ) — за заслуги в деле развития и укрепления парламентаризма, за вклад в развитие и совершенствование правовых основ функционирования Содружества Независимых Государств, укрепление международных связей и межпарламентского сотрудничества[9]
- Почётный знак «За заслуги перед Санкт-Петербургом» (2020 г.)[10]